# Frank Lamprecht
Frank Lamprecht (* 21. Juni 1968) ist ein deutscher Schachspieler, -schriftsteller und -trainer.
Er trägt den Titel Internationaler Meister seit 1999 und spielt in der Oberliga Nord für den Hamburger Verein Königsspringer SC 1984, mit dem er in der Saison 2001/02 in der 1. Schachbundesliga gespielt hat und dort zu zehn Einsätzen gekommen ist. Bei Königsspringer Hamburg spielt er seit der Saison 1984/85.
Lamprecht hat sich vor allem mit seinen Büchern über Schachendspiele einen Namen gemacht, die er gemeinsam mit dem Hamburger Bundesligaspieler und Großmeister Karsten Müller verfasst hat. Fundamental Chess Endings gewann die Auszeichnung Book of the Year des Britischen Schachbundes.
Seine Elo-Zahl beträgt 2381 (Stand: August 2025), seine bisher höchste Elo-Zahl lag bei 2419 von Mai bis Dezember 2000.

## Werke
- Karsten Müller und Frank Lamprecht: Secrets of Pawn Endings. Everyman Chess, London 2000, ISBN 1-85744-255-5. (Neuauflage mit Fehlerkorrekturen: Gambit, London 2008, ISBN 1-904600-88-3)
- Karsten Müller und Frank Lamprecht: Fundamental Chess Endings. Gambit, London 2001, ISBN 1-901983-53-6.
- Karsten Müller und Frank Lamprecht: Grundlagen der Schachendspiele. Gambit, London 2003 (deutschsprachige Ausgabe von Fundamental Chess Endings), ISBN 1-901983-96-X.